# Сан-Бернардіно-Вербано
Сан-Бернардіно-Вербано (італ. San Bernardino Verbano, п'єм. San Bernardin) — муніципалітет в Італії, у регіоні П'ємонт,  провінція Вербано-Кузіо-Оссола.
Сан-Бернардіно-Вербано розташований на відстані близько 560 км на північний захід від Рима, 120 км на північний схід від Турина, 3 км на північний захід від Вербанії.
Населення — 1362 особи (2014).
Покровитель — святий Віктор.

## Демографія
Населення за роками:

Станом на 1 січня 2023 року в муніципалітеті офіційно проживали 33 іноземці з 15 країн, серед них 15 громадян країн Євросоюзу та 6 громадян України.

## Сусідні муніципалітети
- Коссоньо
- Мергоццо
- Премозелло-Кьовенда
- Вербанія